# Jesse Stone

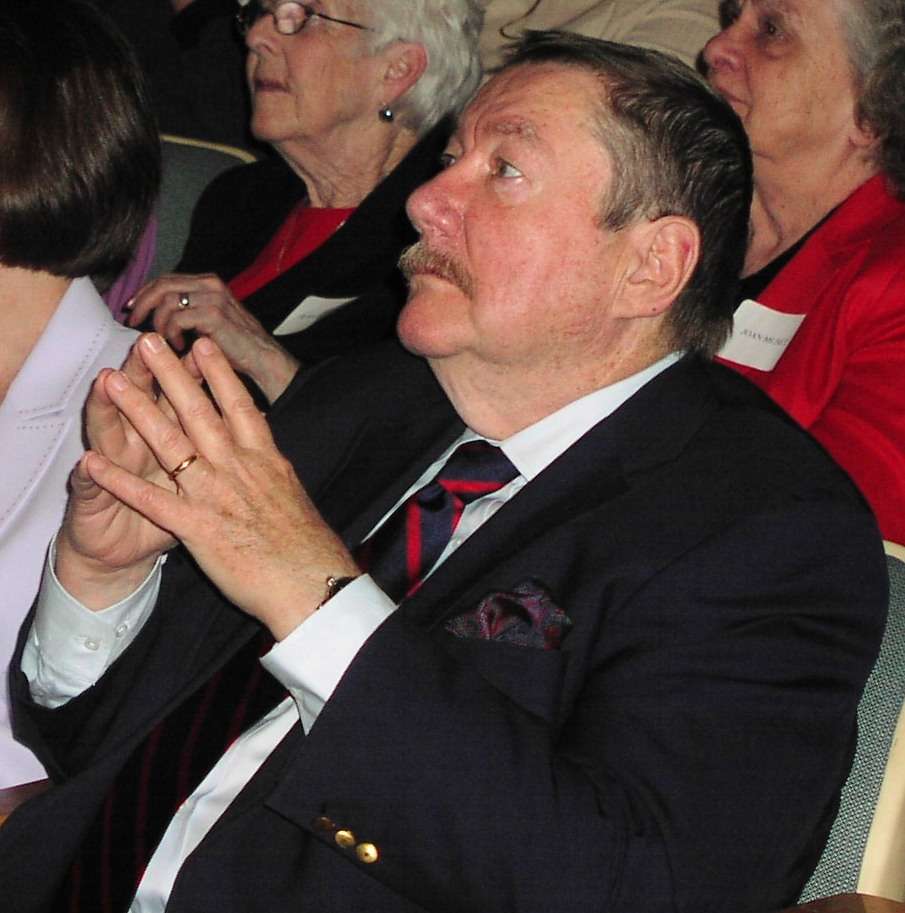
Robert B. Parker, autore dei romanzi con Jesse Stone

Jesse Stone, capo della polizia della fittizia cittadina di provincia di Paradise, nel Massachusetts, è il protagonista di una serie di gialli dello scrittore statunitense Robert B. Parker. Le sue vicende professionali e personali si intrecciano spesso con quelle degli altri personaggi di Parker, ciascuno titolare di una propria serie di romanzi: l'investigatore privato Spenser e la sua collega Sunny Randall.
La serie, narrata in terza persona a differenza di quella dedicata a Spenser, si compone di nove volumi. Inizia nel 1997 con Night Passage e si conclude con Split Image, libro che Parker ha lasciato tra le sue carte al momento della scomparsa, nel gennaio 2010, assieme a diversi altri romanzi inediti. Split Image è uscito in libreria nel febbraio 2010.

## Romanzi
1. Night Passage (settembre 1997) ISBN 978-0-399-14304-5
2. Trouble in Paradise (settembre 1998) ISBN 978-0-399-14433-2
3. Death in Paradise (ottobre 2001) ISBN 978-0-399-14779-1
  - Back Story (marzo 2003) ISBN 978-0-399-14977-1 – su Spenser
4. Stone Cold (ottobre 2003) ISBN 978-0-399-15087-6
5. Sea Change (febbraio 2006) ISBN 978-0-399-15267-2
  - Blue Screen (giugno 2006) ISBN 978-0-399-15351-8 – su Sunny Randall
6. High Profile (febbraio 2007) ISBN 978-0-399-15404-1
  - Spare Change (giugno 2007) ISBN 978-0-399-15425-6 – su Sunny Randall
7. Stranger In Paradise (febbraio 2008) ISBN 978-0-399-15460-7
8. Night and Day (febbraio 2009) ISBN 978-0-399-15541-3
9. Split Image (febbraio 2010) ISBN 978-0-399-15623-6

## Adattamenti televisivi
La CBS ha adattato i romanzi con Jesse Stone in una serie di film per la televisione interpretati da Tom Selleck (doppiato in italiano da Angelo Nicotra). In Italia la serie è stata prima editata e distribuita in DVD da Sony Pictures Home Entertainment, e successivamente trasmessa a partire dal 2008 sui canali Sky Prima Fila, Sky Cinema, Rai 2 e Mediaset (TOP Crime) e ultimamente su LA7, Rete 4 e Paramount Channel Rete 4 e del digitale terrestre.
Il secondo episodio della serie è un prequel del primo Stone Cold (Stone Cold - Caccia Al Serial Killer) e descrive l'avvio delle vicende di Jesse Stone al suo primo arrivo nella fittizia Paradise in Massachusetts.
| n° | Titolo originale                  | Titolo italiano                      | Prima TV USA     | Prima TV Italia                            | Trasmissione                                                 |
| -- | --------------------------------- | ------------------------------------ | ---------------- | ------------------------------------------ | ------------------------------------------------------------ |
| 1  | Stone Cold                        | Stone Cold - Caccia Al Serial Killer | 20 febbraio 2005 | 31 ottobre 2007(DVD) 30 agosto 2008 (TV)   | trasmesso su Rai 2 / Rai2 HD                                 |
| 2  | Jesse Stone: Night Passage        | Passaggio Nella Notte                | 15 gennaio 2006  | 2 novembre 2007(DVD) 7 settembre 2009 (TV) | trasmesso su Rai 2 / Rai 2 HD                                |
| 3  | Jesse Stone: Death in Paradise    | Missing - Dispersa                   | 30 aprile 2006   | 14 dicembre 2007(DVD) 13 febbraio 2010(TV) | Trasmesso su Rete 4                                          |
| 4  | Jesse Stone: Sea Change           | Sea Change - Delitto Perfetto        | 22 maggio 2007   | 20 gennaio 2009(DVD) 26 aprile 2010 (TV)   | trasmesso su Rai 2 / Rai 2 HD                                |
| 5  | Jesse Stone: Thin Ice             | Nel Mezzo Del Nulla                  | 1º marzo 2009    | 11 ottobre 2014 (TV)                       | Trasmesso su La7 / La7HD                                     |
| 6  | Jesse Stone: No Remorse           | Nessun Rimorso                       | 9 maggio 2010    | 9 novembre 2011 (TV)                       | trasmesso su Mediaset Premium Cinema HD / Mediaset TOP Crime |
| 7  | Jesse Stone: Innocents Lost       | Jesse Stone - Operazione Mosca       | 22 maggio 2011   | 28 novembre 2012 (TV)                      | trasmesso su Sky Cinema Max / Sky Cinema Max HD              |
| 8  | Jesse Stone: Benefit of the Doubt | Jesse Stone - Trappola Di Fuoco      | 20 maggio 2012   | 27 novembre 2013 (TV)                      | trasmesso su La7 / La7HD                                     |
| 9  | Jesse Stone: Lost in Paradise     | Jesse Stone - Delitti Irrisolti      | 15 ottobre 2015  | 16 marzo 2016 (Internet)                   | -                                                            |